# Чаки, Имре
И́мре Ча́ки (венг. Csáky Imre; 28 октября 1672, Спишский Град, королевство Венгрия — 28 августа 1732, Надьварад, королевство Венгрия) — венгерский кардинал. Епископ Надьварада с 25 июня 1703 по 19 ноября 1714. Архиепископ Калочи с 19 ноября 1714 по 28 августа 1732. Кардинал in pectore с 12 июля по 1 октября 1717. Кардинал-священник с 1 октября 1717, с титулом церкви Сант-Эузебио с 16 июня 1721.

## Происхождение и образование
Происходил из знатного дворянского рода Чак (Чаки), многие представители которого сыграли важную роль в истории Венгрии. Родился в 1672 году в родовом замке Спишский Град, в 1682—1688 году проходил обучение в иезуитском колледже, продолжил образование в капитулярной школе в Кашше (совр. Кошице). Высшее образование получил в колледже Пазманеум в Вене (1690—1693), где защитил докторат по философии, и в Немецко-венгерском колледже в Риме, где в 1695 году защитил докторат по теологии.

## Священство
После окончания обучения вернулся в Венгрию, где 1 мая 1696 года был рукоположен в священники. Служил священником в Кашше и был аббатом-коммендатором монастыря в Тапольце. С 1701 года — при императорском дворе в Вене, где занимал последовательно должности королевского советника и вице-канцлера королевского суда. С 1702 года — каноник кафедрального капитула Эстергома.

## Епископ
25 июня 1703 года назначен епископом Надьварада (современный румынский город Орадя), епископская хиротония состоялась 3 августа. На посту епископа внёс большой вклад в возрождение католической епархии и, в целом, католической религии в регионе, который только в 1692 году был освобождён от турецкого ига.
19 ноября 1714 года был назначен архиепископом Калочи, заложил основание кафедрального собора Калочи, сохранившегося до наших дней.

## Кардинал
На консистории 12 июля 1717 года был назначен кардиналом in pectore (тайно, без объявления имени). 1 октября того же года о его назначении было объявлено открыто. Принимал участие в конклаве 1721 года, избиравшего Иннокентия XIII.
Умер 28 августа 1732 года в замке Скальца под Надьварадом, который он сам выстроил. Похоронен в Дебрецене, в соборе Святой Анны.